# Aegotheles affinis
Aegotheles affinis е вид птица от семейство Aegothelidae.

## Разпространение
Разпространен е в Индонезия и Папуа-Нова Гвинея.